# Arrats
L'Arrats est une rivière du Sud-Ouest de la France, affluent direct rive gauche de la Garonne.

## Hydronymie
Par le passé l'Arrats s'écrivait aussi Arratz comme en témoigne le nom de certains lieux ou communes telles la commune de Saint-Antoine de Pont-d'Arratz (32340) ou bien la rue Mont-d'Arratz à Saint-Clar (32380).
Également, la commune de Saint-Loup, lieu de confluence avec la Garonne, était appelée durant la Révolution, Bouque-de-Ratz.
Par ailleurs, de nombreux panneaux de signalisation routière (ponts) mentionnent encore l'Arratz.

## Géographie
De 162,1 km de longueur, l'Arrats prend sa source sur le plateau de Lannemezan, dans les Hautes-Pyrénées, et se jette dans la Garonne à Saint-Loup, dans le département de Tarn-et-Garonne en face de la centrale nucléaire de Golfech.
Cependant son cours naturel s'étend sur 131 km, tandis que l'allongement de la rivière par le canal de la Neste lui permet d'atteindre 162 km.

### Départements et communes traversés
- Hautes-Pyrénées : Arné, Bazordan, Betbèze, Casterets, Devèze, Lalanne, Lannemezan, Monléon-Magnoac, Pinas, Pouy, Réjaumont, Sariac-Magnoac, Thermes-Magnoac, Villemur
- Haute-Garonne : Boudrac, Lécussan
- Gers : Ansan, Aubiet, Aussos, Avezan, Bellegarde, Betcave-Aguin, Bézues-Bajon, Bivès, Blanquefort, Cabas-Loumassès, Castelnau-Barbarens, Estramiac, Faget-Abbatial, Haulies, Homps, L'Isle-Arné, L'Isle-Bouzon, Labrihe, Lamaguère, Lartigue, Lussan, Manent-Montané, Mauvezin, Meilhan, Miradoux, Moncorneil-Grazan, Monferran-Plavès, Monfort, Mont-d'Astarac, Peyrecave, Plieux, Saint-Antoine, Saint-Antonin, Saint-Caprais, Saint-Clar, Saint-Créac, Saint-Léonard, Saint-Sauvy, Sère, Solomiac, Tachoires, Tournecoupe
- Tarn-et-Garonne : Auvillar, Gramont, Lachapelle, Mansonville, Marsac, Poupas, Saint-Cirice, Saint-Loup

## Hydrologie
En période d'étiage, son cours est maintenu par le canal de la Neste pour les besoins d'irrigation, d'alimentation en eau potable et de salubrité.

## Principaux affluents
- l'Orbe : 16,6 km
- l'Arrats de devant : 14,1 km
- le Gélon : 8,4 km
- le Campunau : 8,7 km

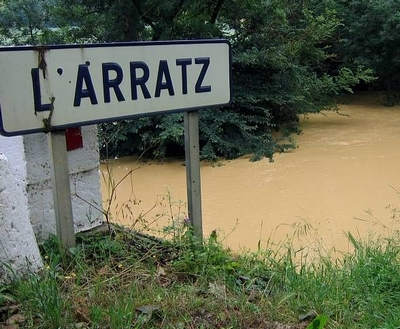
Ancien panneau de signalisation routière mentionnant l'Arratz.
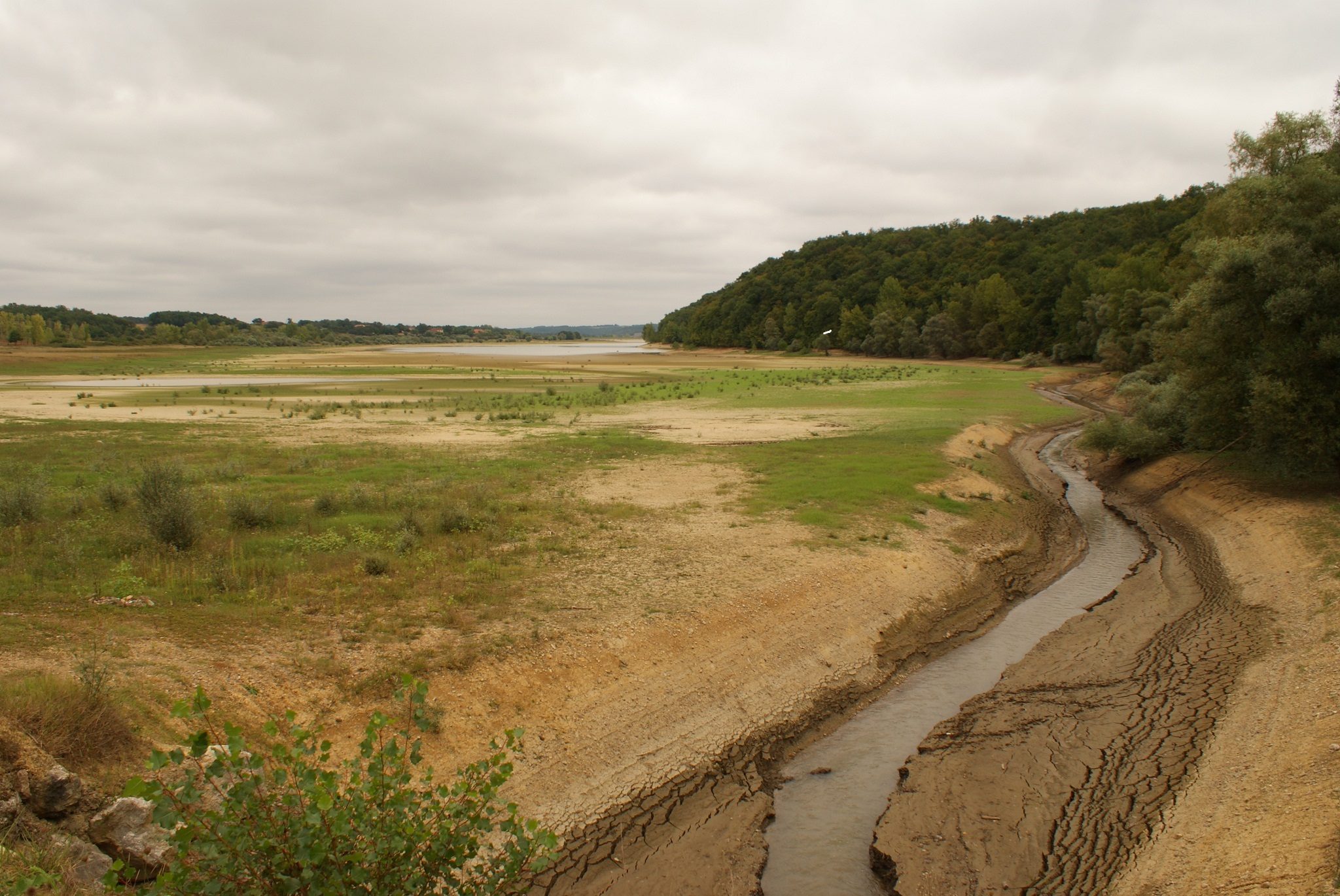
L'Arrats au réservoir de l'Astarac.
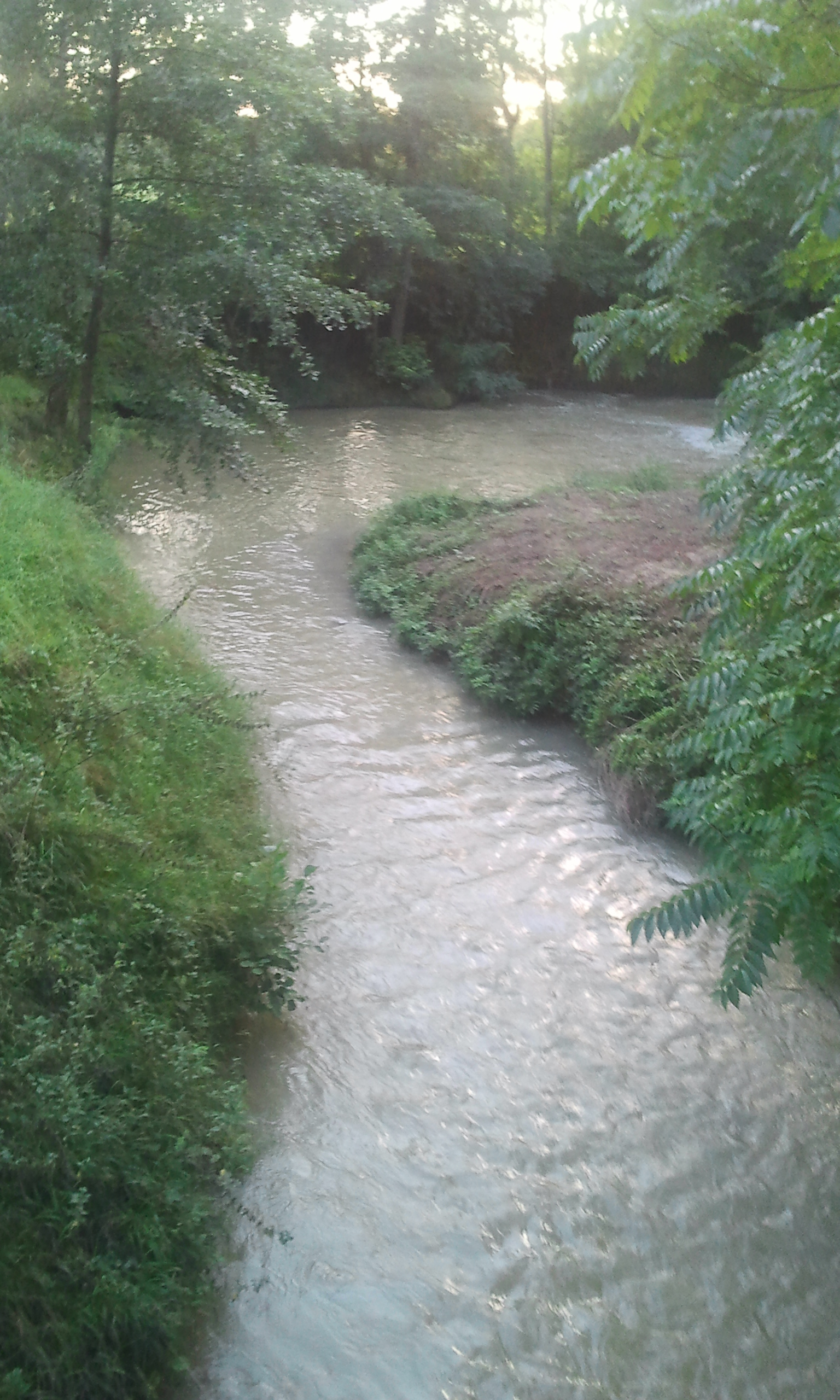
L'Arrats à Lamaguère.